# شنکورسک
شهر شنکورسک (به روسی: Шенкурск) در کشور روسیه و در اوبلاست آرخانگلسک واقع شده‌است.